# Norwegischer Fußballpokal der Männer 1906
Der norwegische Fußballpokal 1906 (kurz auch NM-Cup 1906 genannt) war die fünfte Austragung des Fußballpokalwettbewerbs der Männer. Pokalsieger wurde zum vierten Mal in Folge Odds BK.

## Halbfinale
| Datum      |              | Ergebnis |              |
| ---------- | ------------ | -------- | ------------ |
| 08.09.1906 | Akademisk FK | 0:1      | Odds BK      |
|            | Eidsvold IF  | 0:4      | Sarpsborg FK |

## Finale
| Odds BK                                                 | Odds BK | Sarpsborg FK | Sarpsborg FK |
| ------------------------------------------------------- | --- | --- | ------------ |
| Odds BK                                                 | \| Finale \| \| 9. September 1906 in Kristiania (Gamle-Frogner-Stadion) \| \| Ergebnis: 1:0 (0:0) \| \| Schiedsrichter: Sverre Strand \| \| Spielbericht \|                         | \| Finale \| \| 9. September 1906 in Kristiania (Gamle-Frogner-Stadion) \| \| Ergebnis: 1:0 (0:0) \| \| Schiedsrichter: Sverre Strand \| \| Spielbericht \|                           | Sarpsborg FK |
| Odds BK                                                 | Jacob Abrahamsen – Guttorm Hol, Øivind Gundersen – Bernhart Halvorsen, Fritjof Nilsen, Øivind Stensrud – Otto Olsen, Harbo Madsen, Johan Nilsen, Berthold Pettersen, Daniel Gasmann | J. Jørgensen – Christian Berg, Erling Mathieassen – Einar Andvik, Ole Iversen jr., Thorvald Holth – Hugh William Kennworthy, Herbert Scott, Trygve Jølstad, Karl Johansen, Hans Slang | Sarpsborg FK |
| Odds BK                                                 | 1:0 ? (60.) | | Sarpsborg FK |
| Finale                                                  | | |              |
| 9. September 1906 in Kristiania (Gamle-Frogner-Stadion) | | |              |
| Ergebnis: 1:0 (0:0)                                     | | |              |
| Schiedsrichter: Sverre Strand                           | | |              |
| Spielbericht                                            | | |              |